# Стефаницький Іван
Стефаницький Іван (1892—1975) — український діяч і журналіст у Канаді, родом з с. Налужжя Теребовлянського пов. (Галичина).
У Канаді з 1912 року. Діяч «прогресивних організацій»: Товариства Український Робітничо-Фармерський дім, Робітничо-Запомогового Товариства та ін. Редактор низки газет, серед них: «Свідома Сила» і «Робітниче Слово», а з 1942 «Українське Слово» і (1947 — 66) «Українське Життя» (в Торонто).